# فوداز
فوداز (نائین)، روستایی از توابع بخش مرکزی شهرستان نائین در استان اصفهان ایران است.

## آثار تاريخى
مهمترين اثر تاريخى فوداز برج فوداز است.

## جمعیت
این روستا در دهستان لای سیاه قرار دارد و براساس سرشماری مرکز آمار ایران در سال ۱۳۸۵، جمعیت آن ۲۵۳ نفر (۶۹خانوار) بوده‌است.